# Славиша Чула
Славиша Чула (Костолац, 28. новембар 1968) бивши је српски фудбалер, након играчке каријере ради као фудбалски тренер.

## Каријера
Током каријере играо је за следеће клубове ФК Напредак Крушевац, Сутјеску Никшић, Црвену звезду Београд, Пролетер Зрењанин, Борац из Бања Луке, Оргрите ИС, Динамо Букурешт, Хапоел Бер Шева, Еносис Неон Паралимни, Олимпијакос Никозија и Рудар Костолац.
Био је члан тима Црвене звезде који је освојио југословенску Прву лигу у сезони 1990/91, као и члан шампионске генерације из Барија. Од 2019. године је тренер стручног штаба ЖФК Црвена звезда.

## Успеси
- Црвена звезда
  - Првенство Југославије: 1990/91.